# Tratado Molina-Pidal
El tratado Molina-Pidal es el nombre con el que es conocido el Tratado de Reconocimiento, Paz y Amistad con el Reino de España.
Es un tratado firmado entre la República de Costa Rica e Isabel II, reina de España, el 10 de mayo de 1850, por medio del cual ésta reconoció la independencia de aquella. Costa Rica estuvo representada por Felipe Francisco Molina y Bedoya y la reina por Pedro José Pidal y Carniado, de ahí el nombre con el que es conocido este tratado.
Costa Rica había sido declarada independiente de España junto con el resto de la Capitanía General de Guatemala el 15 de septiembre de 1821, pero hasta entonces tal independencia no había sido reconocida por España por lo que, desde el punto de vista jurídico del estado español, Costa Rica seguía siendo una colonia. El tratado legitimó la independencia de Costa Rica desde el punto de vista del marco jurídico español, estableciendo así una continuidad constitucional y jurídica entre la Costa Rica colonial y la Costa Rica independiente.
Historia de Costa Rica